# 남평 이씨
남평 이씨(南平李氏)는 전라남도 나주시 남평읍을 본관으로 하는 한국의 성씨이다. 시조는 조선에서 병조판서(兵曹判書)를 지내며 보조공신(補助功臣)으로 남평군(南平君)에 봉해진 이동말(李東?)이다.

## 참고 자료
- “남평이씨(南平李氏)”. 뿌리를 찾아서.[깨진 링크(과거 내용 찾기)]